# Euscorpius mingrelicus
Euscorpius mingrelicus je štír patřící do rodu Euscorpius. Dorůstá do 38 mm. Má hnědé až tmavěhnědé zbarvení. Vyskytuje se v horských oblastech s vysokou vlhkostí. V Rakousku se vyskytuje v říčních údolích. Bývá nacházen pod kameny, mrtvými stromy a kůrou. O jeho biologii je známo málo. Státy výskytu jsou: Gruzie, Sýrie, Turecko, Bosna a Hercegovina, Bulharsko, Řecko, Chorvatsko, Itálie, Rumunsko, Rusko, Slovinsko a Jugoslávie. Není nebezpečný ani agresivní.